# Hugo Stammann

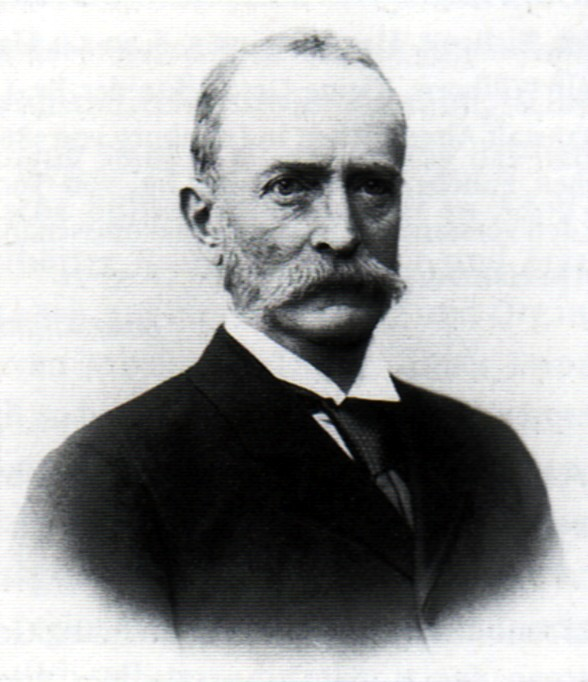
Hugo Stammann

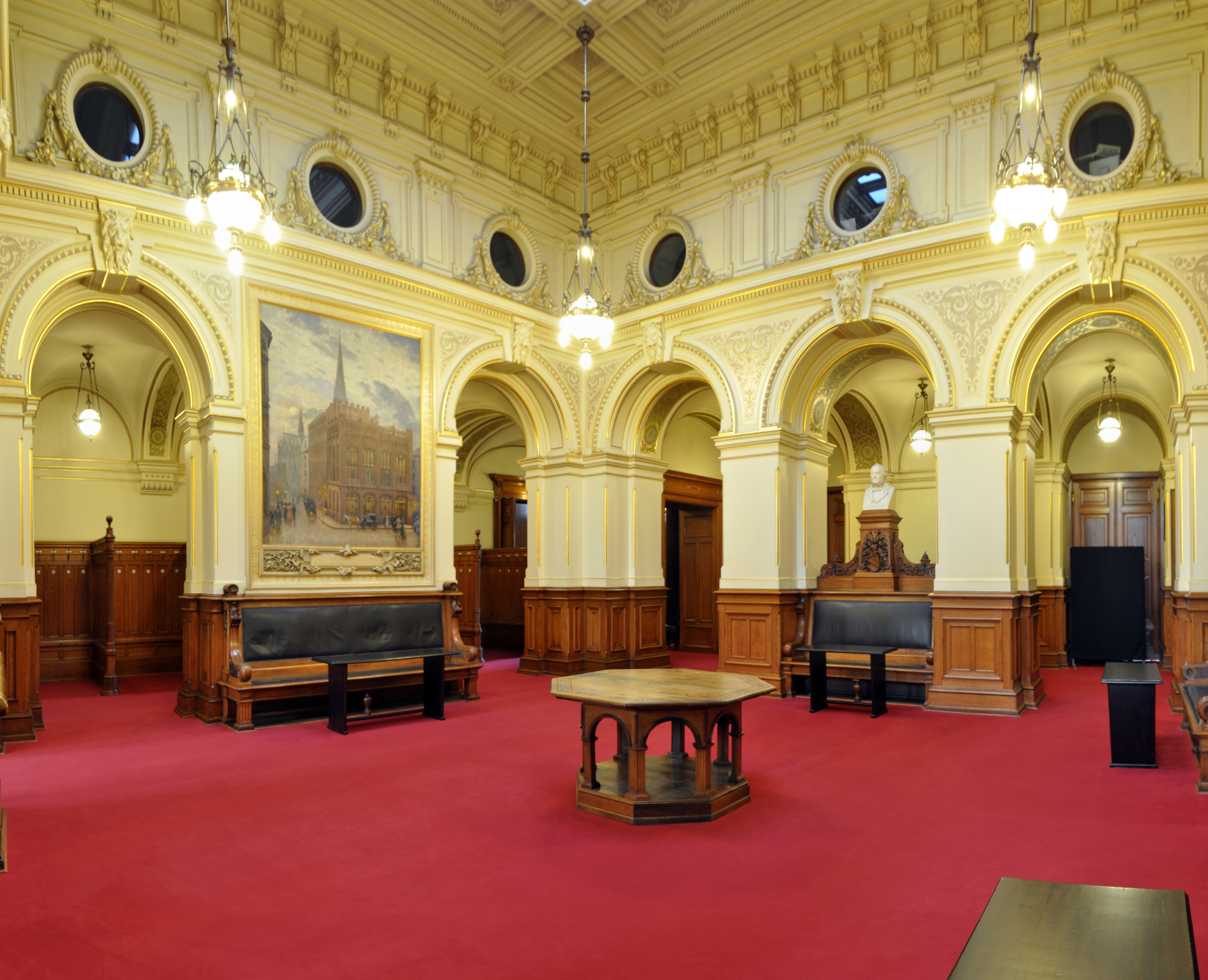
Bürgersaal im Hamburger Rathaus

Hugo Stammann (* 12. Mai 1831 in Hamburg; † 1. November 1909 ebenda) war ein deutscher Architekt. Er prägte mit zahlreichen Bauten das Hamburger Stadtbild des ausgehenden 19. Jahrhunderts; besondere Bekanntheit erlangte er vor allem als Miterbauer des Hamburger Rathauses.

## Leben
Der Sohn des renommierten Hamburger Architekten Franz Georg Stammann absolvierte eine Zimmermannslehre und war nach dem Studium an der Berliner Bauakademie zunächst für den preußischen Baurat August Soller tätig. Nach Sollers Tod kehrte er nach Hamburg zurück, arbeitete einige Zeit im Büro seines Vaters und ging dann über Frankreich in die USA, wo er sich mehrere Jahre lang mit dem Städtebau in neugegründeten Städten befasste. 1864 kehrte er nach Hamburg zurück und gründete sein eigenes Büro, ab 1873 zusammen mit seinem Partner Gustav Zinnow, der einst als Bauzeichner bei Stammanns Vater begonnen hatte. 

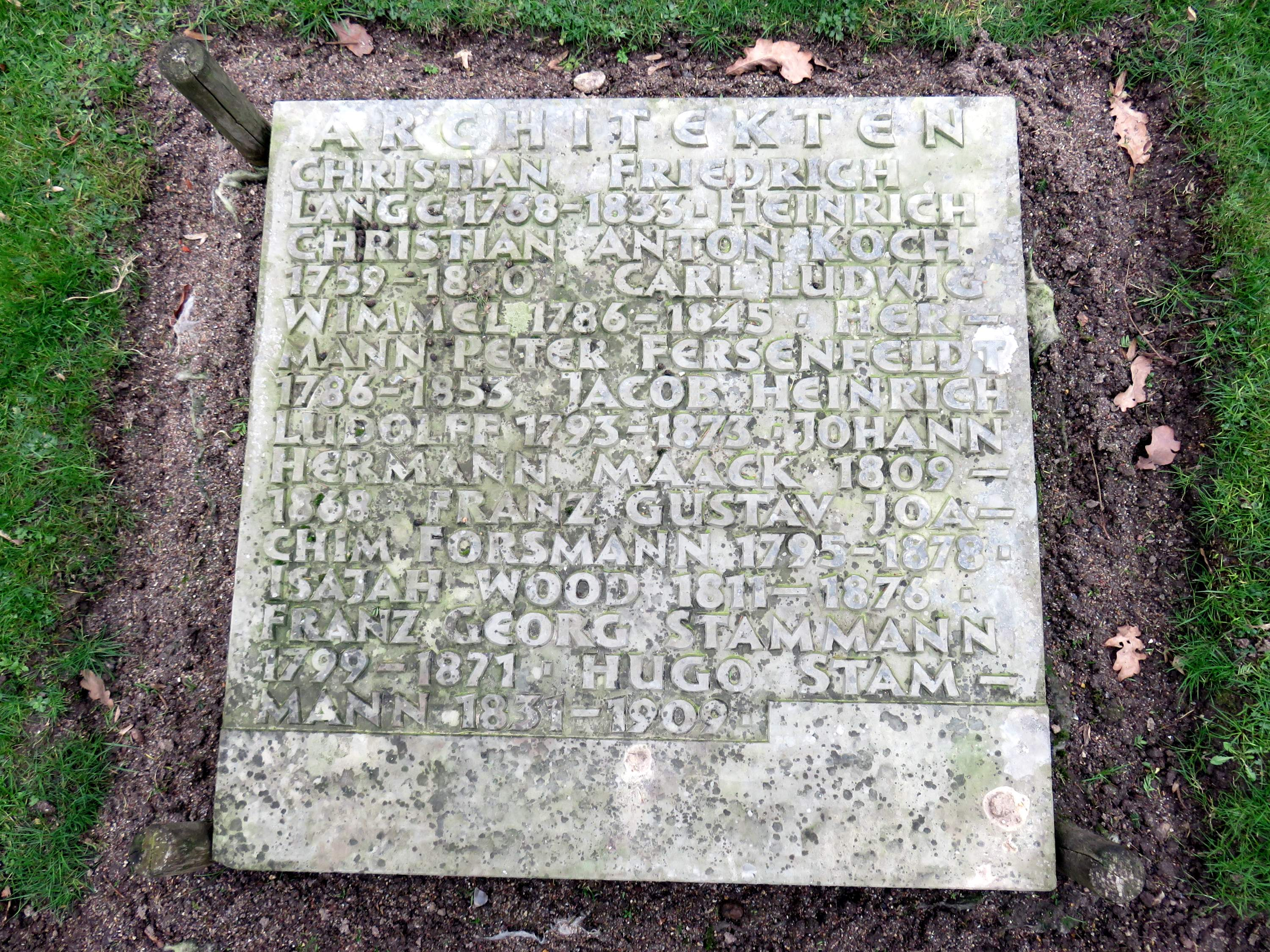
Grabmaltafel Althamburgischer Gedächtnisfriedhof Ohlsdorf

Im Zuge des Baubooms nach der Reichsgründung von 1871 errichteten Stammann und Zinnow zahlreiche Wohn- und Geschäftshäuser (u. a. für die Norddeutsche Bank am Neuen Wall). Sie führten aber auch öffentliche Aufträge wie den Um- und Ausbau des von Stammann senior errichteten Thalia-Theaters, die Zollvereinsniederlage von 1869/70 oder den Neubau des Heiligengeisthospitals in Eilbek 1883 aus. 
Bereits 1876 hatten sich Stamman & Zinnow mit weiteren Architekten zum sogenannten Rathausbaumeisterbund zusammengeschlossen, nach dessen Entwürfen der Neubau des Rathauses ab 1886 errichtet wurde. Stammann & Zinnow gestalteten dabei die Säle für die Hamburgische Bürgerschaft.  
Im Bereich des Althamburgischen Gedächtnisfriedhofs des Ohlsdorfer Friedhofs wird auf dem Sammelgrabmal Architekten an Hugo Stammann erinnert. Nach ihm wurde 1928 die Stammannstraße in der Hamburger Jarrestadt benannt. 